# Idzega
Idzega (Fries: Idzegea) is een buurtschap annex gehucht in de gemeente Súdwest-Fryslân in de provincie Friesland. Idzega ligt tussen Gaastmeer en Oudega ten westen van de Idzegaasterpoel.
In 2023 telde de plaats 30 inwoners. Idzega heeft geen kern, en witte plaatsnaamborden.

## Geschiedenis

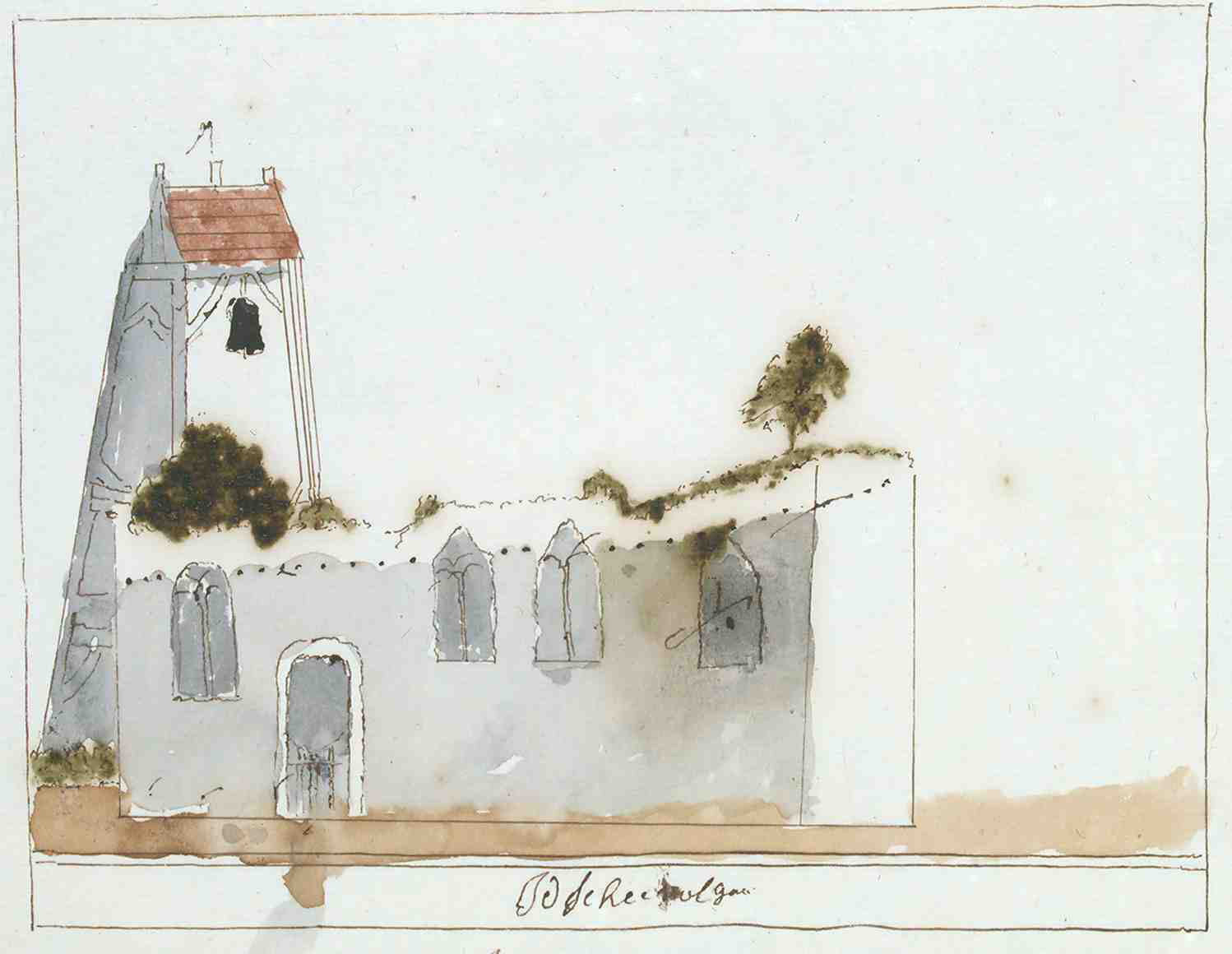
Atlas Schoemaker: Friesland, 1710-1735

De plaats is ontstaan in de middeleeuwen. In 1716 werd plaats op de atlas van Schotanus aangegeven met een kerk met een tweetal huizen bij het Kerkehop (baai van de Idzegaasterpoel) en daar buiten twee boerderijen en twee huizen.
De plaats werd in 1132 vermeld als Eddegghe en Edeswald, in 1477 als Idzegae, in 1496 als Idsegae en in 1505 als Ydzegae. De naam verwijst naar een plaats bewoond door de persoon Iddo of Ede.
Tot 2011 lag Idzega in de voormalige gemeente Wymbritseradeel.

## Klokkenstoel

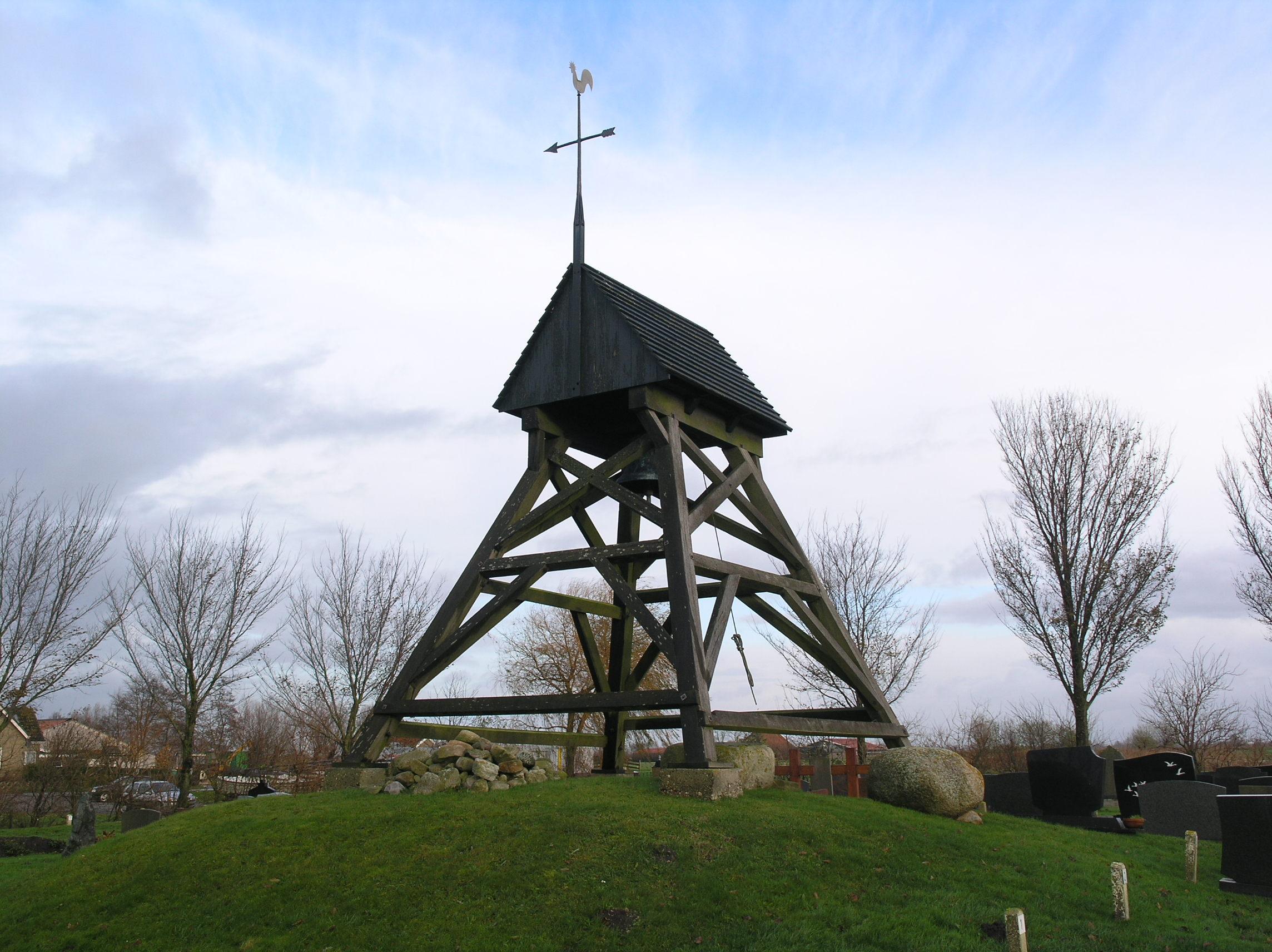
Klokkenstoel Klokhusdyk

In Idzega staat een klokkenstoel van azobéhout met een zadeldak, het enige rijksmonument van Idzega. De klokkenstoel is gebouwd ter vervanging van een eerder afgebroken kerk. De klok in de klokkenstoel is vervaardigd in 1949 door Van Bergen uit Heiligerlee. Ze heeft een diameter van 75,8 cm en een gewicht van 270 kg.

## Sport en recreatie
In de zomer zijn op de Idzegaasterpoel veel zeilboten te vinden. Aan het water zit tevens een camping.
Steden: Bolsward · Hindeloopen · IJlst · Sneek · Stavoren · Workum

Dorpen en gehuchten: Abbega · Allingawier · Arum · Blauwhuis · Bozum · Breezanddijk · Britswerd · Burgwerd · Cornwerd · Dedgum · Deersum · Edens · Exmorra · Ferwoude · Folsgare · Gaast · Gaastmeer · Gauw · Goënga · Greonterp · Hartwerd · Heeg · Hemelum · Hennaard · Hichtum · Hidaard · Hieslum · Hommerts · Idsegahuizum · IJsbrechtum · Indijk · It Heidenskip · Itens · Jutrijp · Kimswerd · Kornwerderzand · Koudum · Kubaard · Loënga · Lollum · Longerhouw · Lutkewierum · Makkum · Molkwerum · Nijhuizum · Nijland · Offingawier · Oosterend · Oosterwierum · Oosthem · Oppenhuizen · Oudega · Parrega · Piaam · Pingjum · Poppingawier · Rauwerd · Rien · Roodhuis · Sandfirden · Scharl · Scharnegoutum · Schettens · Schraard · Sijbrandaburen · Terzool · Tirns · Tjalhuizum · Tjerkwerd · Uitwellingerga · Waaxens · Warns · Westhem · Wieuwerd · Witmarsum · Wolsum · Wommels · Wons · Woudsend · Zurich

Buurtschappen: Abbegaasterketting · Anneburen · Arkum · Atzeburen · Baarderburen · Baburen · Bernsterburen · De Bieren · De Blokken · De Hel · De Grits · De Kat · De Klieuw · De Polle · De Wieren · Dijksterburen · Doniaburen · Draaisterhuizen · Driehuizen · Eemswoude · Engwerd · Engwier · Exmorrazijl · Feyteburen · Flansum · Galamadammen · Gooium · Grauwe Kat · Grote Wiske · Grotewierum · Harkezijl · Hayum · Hemert · Hidaarderzijl · Hoekens · Hornsterburen · Idzega · Idserdaburen · Indijk (Bozum) · Jet · Jonkershuizen · Jousterp · Jouswerd · Kampen · Kleine Gaastmeer · Kleine Wiske · Kleiterp · Kooihuizen · Koufurderrige  · Kromwal · Koudehuizum · Laaxum · Laad en Zaad · Lippenwoude · Lytshuizen · Makkum (Bozum) · Meilahuizen · Montsamaburen · Nijeburen · Nijeklooster · Nijezijl · Oosthem (Witmarsum) · Osingahuizen · Piekezijl · Remswerd · Rijtseterp · Scharneburen · Schrok · Sieswerd · Sjungadijk · Smallebrugge · Sotterum · Speers  · Strand · Swaanwerd · Swarte Beien · Tsjerkebuorren · Vierhuizen · Viersprong · Vijfhuis · Vissersburen  · Het Vliet· Westerlittens · Wolsumerketting · Wonneburen · Ypecolsga

 Voormalige buurtschappen: Aaksens · Angterp · De Band · Barsum · De Bird · Bittens · Bloemkamp · Bootland · Bovenburen · Doniawier · Goëngamieden · Hiddum · Houw · Knossens · De Nes · Ottenburen · Sandfirderrijp · Slijp · Spijk · De Weeren 

Friesland: Steden en dorpen      Nederland: Provincies · Gemeenten